# Казакбаев, Руслан Айтбаевич
Руслан Айтбаевич Казакбаев (род. 18 мая 1967, Бейшеке, Кировский район) — киргизский государственный деятель, министр иностранных дел Кыргызской Республики (2010—2012 и 2020—2022). Чрезвычайный и полномочный посол (2007). Депутат Жогорку Кенеша Кыргызской Республики VI созыва. С 2022 года — посол Кыргызской Республики в Турецкой Республике.

## Биография
Родился 18 мая 1967 года в селе Бейшеке, Кара-Бууринского района, Таласской области.
Образование высшее. В 1991 году окончил Фрунзенский политехнический институт, машиностроительный факультет «Автомобили и автомобильное хозяйство».
В 2002 году окончил юридический факультет Кыргызского национального университета имени Жусупа Баласагына.
В 2004 году окончил Дипломатическую Академию Министерства иностранных дел Кыргызской Республики.

### Трудовая деятельность
- 1991—1992 — ведущий инженер, начальник отдела, заместитель директора Бишкекского пассажирского автопарка № 4;
- 1993—1995 — научный редактор Главной редакции Кыргызской энциклопедии;
- 1995—1996 — третий секретарь, второй секретарь консульского управления Министерства иностранных дел Кыргызской Республики;
- 1996—1999 — вице-консул Генерального консульства Кыргызской Республики в г. Стамбул;
- 1999—2004 — советник, начальник отдела, заместитель начальника, начальник Главного управления консульской службы Министерства иностранных дел Кыргызской Республики;
- 2004—2009 — генеральный консул Кыргызской Республики в г. Стамбул;
- Январь-октябрь 2009 — первый заместитель министра иностранных дел Кыргызской Республики;
- 2010 — и. о. министра иностранных дел Кыргызской Республики;
- 15 апреля 2010 — 6 сентября 2012 — министр иностранных дел Кыргызской Республики;
- 2015—2020 — депутат Жогорку Кенеша Кыргызской Республики VI созыва;
- 14 октября 2020 — 22 апреля 2022 — министр иностранных дел Кыргызской Республики[1].
- С 11 ноября 2022 года — чрезвычайный и полномочный посол Кыргызской Республики в Турецкой Республике[2][3].
- С 22 июня 2023 года — чрезвычайный и полномочный посол Кыргызской Республики в Государстве Израиль по совместительству[4].
- С 29 января 2025 года — чрезвычайный и полномочный посол Кыргызской Республики в Республике Албания, Республике Северная Македония и Черногории по совместительству[5].

## Награды
- Орден «Данакер» (30 декабря 2021 года) — за существенный вклад в развитие экономической, судебной и внешней политики Кыргызской Республики, большие достижения в профессиональной деятельности[6][7]
- Медаль «Данк» (30 августа 2016 года) — за вклад в развитие исторического и культурного наследия народа Кыргызстана, социально-экономического, интеллектуального и духовного потенциала республики, многолетний плодотворный труд, мужество и отвагу, в честь 25-летия независимости Кыргызской Республики[8]
- Именные часы Президента Кыргызской Республики (29 ноября 2011 года) — за значительный вклад в поступательное и устойчивое развитие и становление государственной власти[9]
- Юбилейная медаль «МПА СНГ. 25 лет» (13 октября 2017 года) — за заслуги в деле развития и укрепления парламентаризма, за вклад в развитие и совершенствование правовых основ функционирования Содружества Независимых Государств, укрепление международных связей и межпарламентского сотрудничества[10]
- Почётная грамота Совета МПА СНГ (19 мая 2016 года) — за активное участие в деятельности Межпарламентской Ассамблеи и её органов, вклад в укрепление дружбы между народами государств — участников Содружества Независимых Государств[11]
- Грамота Содружества Независимых Государств (3 сентября 2011 года) — за активную работу по укреплению и развитию Содружества Независимых Государств[12]